# The Rolling Stones 1st British Tour 1964
1st British Tour 1964 è il secondo tour dei Rolling Stones, iniziato il 6 gennaio e concluso il 27 gennaio 1964.

## Storia
Il nome ufficiale di questo tour, organizzato da George Cooper, è "Groupe Scene 1964" e vede per la prima volta la band inglese come protagonista insieme alle Ronettes. Altri gruppi, o artisti, di supporto erano: The Swinging Blues Jeans, Marty Wilde And The Wildcast, Dave Berry and the Cruisers, The Cheynes, Johnny Kidd and the Pirates e Bern Elliot and the Fenmen (i Pirates e i Fenmen non presenti in tutti gli spettacoli).
In ogni data venivano eseguiti due concerti.
Durante lo svolgimento del tour venne pubblicato il primo EP dei Rolling Stones.

### Formazione
- Mick Jagger - voce, armonica
- Keith Richards - chitarra, voce
- Brian Jones - chitarra, voce
- Bill Wyman - basso
- Charlie Watts - batteria

## Scaletta
Precisazione: la scaletta non era rigorosa come lo può essere nei concerti attuali e le canzoni elencate non è detto che venissero suonate nell'ordine indicato.
1. You Better Move On
2. Come On
3. Mona (I Need You Baby)
4. Roll Over Beethoven
5. I Wanna Be Your Man
6. Girls
7. Money
8. Memphis Tennessee
9. Pretty Thing
10. I Can Tell
11. Road Runner
12. Bye Bye Johnny

## Date
In ogni data sono stati eseguiti due concerti.
- 06/01/1964  Harrow on the Hill, Granada Theatre
- 07/01/1964  Slough, teatro Adelphi
- 08/01/1964  Maidstone, Granada Theatre
- 09/01/1964  Kettering, Granada Theatre
- 10/01/1964  Walthamstow, Granada Theatre
- 12/01/1964  Tooting, Granada Theatre
- 14/01/1964  Mansfield, Granada Theatre
- 15/01/1964  Bedford, Granada Theatre
- 19/01/1964  Coventry, Coventry Theatre
- 20/01/1964  Woolwich, Granada Theatre
- 21/01/1964  Aylesbury, Granada Theatre (senza Brian Jones)
- 22/01/1964  Shrewsbury, Granada Theatre
- 26/01/1964  Leicester, De Montfort Hall
- 27/01/1964  Bristol, Colston Hall